# کنوکئست
شهر کنوکئست (به فرانسوی: Knokke-Heist) در شهرستان بروژ در استان فلاندری غربی در منطقه فلاندری در کشور بلژیک واقع شده‌است.